# Danny Glover
Danny Lebern Glover (San Francisco, 22 juli 1946) is een Amerikaans acteur en politiek activist. Tot zijn bekendste rollen behoren die van Mr. Albert Johnson in The Color Purple, Michael Harrigan in Predator 2, Detective David Tapp in Saw en van Detective Roger Murtaugh in de Lethal Weapon-filmquatrologie. In 2022 kreeg hij een ere-Oscar voor zijn hele carrière. Naast een actief bestaan als acteur, zet Glover zich in voor diverse humanitaire en politieke projecten.

## Biografie
Glover is de zoon van Carrie en James Glover. Zijn ouders waren beide werkzaam in de postsector. Het activisme van Danny Glover is al op vroege leeftijd deel geworden van zijn opvoeding. Zijn beide ouders waren actief in de NAACP, een van de oudste burgerrechten-bewegingen in de Verenigde Staten.
In San Francisco ging Danny Glover naar de George Washington High School. Na de middelbare school is Glover aangenomen aan de American University in Washington D.C.. Later is hij teruggegaan naar San Francisco om verder te studeren aan de San Francisco State University (toen nog College).
Na zijn studie heeft Glover een baan gekregen bij de gemeente San Francisco. Hij heeft zich toen aangesloten bij de 'Black Actors Workshop' vervolgens is hij, na ontslag te hebben genomen, verhuisd naar Los Angeles.

## Filmografie
- Bibsys: 98012963
- Biblioteca Nacional de España: XX1109130
- Bibliothèque nationale de France: cb13955301j (data)
- Gemeinsame Normdatei: 114239762
- International Standard Name Identifier: 0000 0001 2124 7406
- Library of Congress Control Number: n85151545
- MusicBrainz: 7f7d1209-fb4f-42f6-ad2a-9dd547968142
- Nationale Bibliotheek van Tsjechië: xx0068058
- Nationale Bibliotheek van Israël: 987007454661505171
- Nationale Bibliotheek van Polen: a0000001257439
- Nederlandse Thesaurus van Auteursnamen: 073392340
- SNAC: w68w3m0v
- Système universitaire de documentation: 05733045X
- Virtual International Authority File: 24793419
- WorldCat: E39PBJgxt7gMrTpXgfybfvKKh3